# Tiziano Triani
Tiziano Triani (Pontremoli, 1º gennaio 1926 – 1º agosto 2008) è stato un pittore italiano.

## Biografia
Nato a Pontremoli, figlio di Ruggero Triani (1880-1965), discendente da una famiglia di origini parmigiane, il cui capostipite, Angelo Triani (1815-1887) aveva avviato l'attività artistica negli anni Cinquanta dell'Ottocento. Era fratello di Angelo (1913-1986) che si assunse il compito di avviare al mestiere il fratello più giovane, assieme al quale avviò un sodalizio artistico (durato fino alla sua morte avvenuta nel 1986 per un incidente sul lavoro), che li vide impegnati in imponenti lavori di restauro in palazzi e case pontremolesi dal XVII al XIX secolo.
Oltre ai restauri la loro collaborazione li portò a realizzare interventi di decorazione ex novo in molte chiese in Emilia, Liguria e Toscana.
Dopo la morte del fratello, Triani si impegnò anche nella pittura ad olio su tela, dove si espresse in diversi generi, ognuno caratterizzato dalla sua personalità prorompente, come le tante Madonne con Bambino, i nostalgici paesaggi della Lunigiana e i cespi di fiori.

## Opere
- Martirio di San Terenzo, affresco a Pontremoli, 1951;[2]
- Edicola dipinta fuori da Porta Parma a Pontremoli, 1952;[3]
- Affresco interno della chiesa parrocchiale di San Nicola di Bari a Polverara, anni Cinquanta;[4]
- Arredo completo della chiesa di San Lazzaro a San Lazzaro di Sarzana, 1960;[4]
- Cicli di affreschi della chiesa parrocchiale della Natività di San Terenzo al Mare,1972;[4]
- Restauro completo delle pitture a tempera eseguite dal pittore piacentino Luciano Ricchetti nel 1933 all'interno del santuario della Madonna del Carmine a Tornolo, 1979;[5]
- Cicli di affreschi nella chiesa parrocchiale di San Martino ad Alseno,1982;[4]
- Affreschi nella chiesa di San Sebastiano a Massa,1985;[4]
- Affreschi della cappella dei Notai della chiesa di San Francesco a Pontremoli;[4][6]
- Cappella della Madonna di Caravaggio nella parrocchiale di Trevozzo in Val Tidone;[1]
- Decorazione della chiesa di Roverano;[1]
- Trittico nella chiesa di Santa Maria del Suffragio a Piacenza.[1]